# Макаровка (городской округ Саранск)
Мака́ровка — село в Мордовии в составе России. 
Входит в городской округ Саранск.  Подчинено администрации Октябрьского района Саранска. Административно относится к рабочем посёлку Луховке.

## География
Расположено в центральной части Восточно-Европейской равнины на Приволжской возвышенности у ручья Каменный, запруженного в центре села.
Высота над уровнем моря — 207 м.

## Население
| 2002 | 2010 |
| ---- | ---- |
| 744  | ↗856 |

Национальный состав
Согласно результатам переписи 2002 года, в национальной структуре населения русские составляли 87 % из 744 чел.

## Инфраструктура
Дальняя пустынь Иоанно-Богословского Макаровского монастыря. Церковь Димитрия Царевича в Дальней пустыни. Церковь Силуана Афонского в Дальней пустыни. Церковь Архангела Михаила в Иоанно-Богословском Макаровском монастыре. Церковь Новомучеников и Исповедников Мордовских в Ближней пустыни. Иоанно-Богословский Макаровский мужской монастырь.

## Транспорт
Выезд на автодорогу 89К-08 «Восточный обход Саранска». Остановка общественного транспорта «Макаровка».